# Rapcore
Rapcore – nurt muzyczny łączący rap z hardcore (stąd nazwa, która pierwotnie i poprawnie odnosi się do mieszanki hardcore punk z hip-hopem).
Istnieją podobne style bazujące na fuzji rapu z: funk rock bądź nowoczesnym hard rock (tzw. rap rock), metal (tzw. rap metal). Często spotykane są hybrydy nu metal/rapcore i rapcore/rap metal.
Na przełomie lat 80. i 90. w Stanach Zjednoczonych wiele zespołów hip-hopowych (np. N.W.A, EPMD) i hardcore’owych (np. Pro-Pain, Inside Out) zaczęło eksperymentować z łączeniem tych gatunków. Skutkiem tego, powstało Rapcore, które jest połączeniem rapu i ostrej, hardcore’owej gitary.
Zdaniem krytyków muzycznych najważniejszym pionierem rapcore’u jest zespół Rage Against the Machine, który wypromował ten gatunek i zainspirował większość obecnych zespołów rapcore’owych. Zaznaczyć trzeba, że muzyka zespołu bywa również określana jako rap metal, rap rock czy funk rock, funk metal. W odróżnieniu od typowego rapcore’u jaki reprezentuje np. Onyx i Biohazard w utworze Slam, w muzyce Rage Against The Machine słychać wyraźne wpływy muzyki funk i hard rock.
Zespołem grającym muzykę rapcore’ową lub podobną jest: Dog Eat Dog (obok R.A.T.M przyczynili się do popularyzacji stylu, płyta All Boro Kings), Senser, Downset, Limp Bizkit, Hollywood Undead, Rage Against the Machine, P.O.D., Linkin Park, Run-D.M.C., Public Enemy, Cypress Hill i wiele innych. Amerykański zespół (hed) P.E stworzył swój styl bazując na mieszance hip hopu, hardcore i funk, który określił nazwą G-Punk.
W 1993 ukazał się soundtrack do filmu Judgment Night na którym można usłyszeć w różnych formach hybrydę rocka z hip hopem.
Pionierami polskiego rapcore’u są Kazik na Żywo, Dynamind (oraz współpracujący z zespołem raper Bolec), Flapjack, jak i Illusion.
Łączenie gitarowego grania z hip hop można usłyszeć przykładowo w twórczości: Bakflip, Sweet Noise, My Riot oraz Hans Solo. W 2011 Rapcorową płytę wydali raper Vienio i hardcore punkowa grupa Way Side Crew (Vienio vs. Way Side Crew pt. Wspólny mianownik).
Ciekawym połączeniem jest industrial i rap. Przykładem takiej muzyki jest zespół Hermetic Evolution, który zawiera takie elementy jak djent, rap, industrial, metal, a nawet funk.
W wyniku ewolucji z biegiem lat wytworzył się pokrewny styl Crunkcore, którego przykładowymi przedstawicielami są: 3OH!3, Kesha, BrokeNCYDE, Pants Party, I Set My Friends On Fire czy Breathe Carolina.